# Maria Teresa de Savoia
Maria Teresa de Savoia (Maria Teresa Fernanda Felicitas Gaetana Pia; 19 septembrie 1803 – 16 iulie 1879) a fost soția lui Carol al II-lea, Duce de Parma.

## Biografie
Maria Teresa s-a născut la Palazzo Colonna din Roma, ca fiică a regelui Victor Emmanuel I al Sardiniei și a soției acestuia, Arhiducesa Maria Teresa de Austria-Este. Ea a avut o soră geamănă, Maria Anna. Cele două prințese au fost botezate de Papa Pius al VII-lea. Nașii lor au fost bunicii materni, Arhiducele Ferdinand de Austria-Este și Maria Beatrice d'Este. La Palazzo Braschi se poate vedea o pictură de la botez.
Maria Teresa și-a petrecutt mare parte a copilăriei la Cagliari pe insula Sardinia, unde familia s-a refugiat de armata lui Napoleon I al Franței. În 1814 tatăl ei a fost restaurat pentru a domni asupra Piemontului și familia s-a întors la Torino. Maria Teresa spera să se căsătorească cu vărul ei Carol Albert de Savoia care în 1817 s-a căsătorit cu Arhiducesa Maria Theresa a Austriei, fiica Ducelui de Toscana.
La 5 septembrie 1820, la Lucca, Maria Teresa s-a căsătorit cu Carol Louis, Prinț de Lucca. Cuplul a avut doi copii:
- Luisa Francesca (29 octombrie 1821 – 8 septembrie 1823)
- Carol al III-lea, Duce de Parma (1823–1854)